# Gautier Bernardelli
Gautier Bernardelli (* 21. August 1992 in Metz) ist ein französischer Fußballspieler.

## Karriere
Sein Profidebüt in der Ligue 2 gab Bernardelli am 18. Mai 2012, als er am 38. Spieltag beim 1:1-Unentschieden des FC Metz gegen den FC Tours in der Anfangself stand und nach 70 Minuten durch Mayoro N'Doye-Baye ersetzt wurde. Dieses Unentschieden war auch gleichbedeutend mit dem Abstieg des FC Metz in die Drittklassigkeit. Anschließend folgten weitere Stationen bei CSO Amnéville, RE Bertrix und US Quevilly. Im Sommer 2015 wechselte er dann zum Erstligisten RFC Union Luxemburg und konnte dort drei Jahre später die Coupe de Luxembourg gewinnen. Anschließend ging der Franzose weiter zum Ligarivalen FC UNA Strassen. Dort trat er 2024/25 in der 1. Qualifikationsrunde zur UEFA Conference League gegen Kuopion PS aus Finnland an und kam in beiden Partien (0:0, 0:5) zum Einsatz. Seit dem Sommer 2025 steht der Verteidiger beim luxemburgischen Zweitligisten US Feulen unter Vertrag.

## Erfolge
- Luxemburgischer Pokalsieger: 2018